# Asta Kihlbom
Asta Maria Kihlbom, née le 21 mars 1892 à Mariestad, et morte le 15 janvier 1984 à Lund, est une philologue suédoise. Elle est présidente de l'Association suédoise des femmes diplômées des universités de 1942 à 1945.

## Biographie
Asta Kihlbom obtient son diplôme de fin d'études secondaires en 1911, et poursuit ses études à l'université de Lund, où elle obtient un baccalauréat en philosophie en 1916, puis un master en 1917. Elle obtient un diplôme à Uppsala en 1923 et son doctorat en 1927. Elle est nommée maître de conférences à l'université d'Uppsala en 1926 et à l'université de Lund en 1930. Elle est lectrice suédoise à l'University College de Londres en 1925, à l'université de Londres (1926-1928), représentante de l'Institut suédois en Angleterre (1945-1948), professeure de philologie anglaise à l'université d'Oslo (1949-1953) et à l'université de Bergen (1953-1958).
Kihlbom est présidente de l'Association suédoise des femmes diplômées des universités (1942-1945), membre du comité des bourses de la Fédération internationale des femmes diplômées des universités (1936-1946) et du Comité des relations culturelles (1950-1953). Elle est docteure honoris causa de l'université d'Oslo (1945) et lauréate du prix suédois Illis quorum (1948). Kihlbom est inhumée au cimetière Norra kyrkogården, à Lund.

## Publications
- A Contribution to the Study of 15th Century English  (thèse de doctorat 1926)
- England av i dag (1938)